# Petrozavodsk
Petrozavodsk (Russisch: Петрозаво́дск, IPA: [pitrəzɐˈvɔtsk]) of Fins/Karelisch: Petroskoi is de hoofdstad van de Russische autonome deelrepubliek Karelië. De stad ligt verspreid over een lengte van 27 kilometer langs de westeroever van het Onegameer.
De stad ligt op 1091 kilometer van Moskou, 412 kilometer van Sint-Petersburg en ongeveer 300 kilometer van de grens met Finland. Bij de stad ligt de luchthaven Besovets.

## Geschiedenis

### IJzersmelterij onder Peter de Grote
De stad werd gesticht op 11 september 1703 als Petrovskaja sloboda ("sloboda van Peter") door prins Aleksandr Mensjikov in naam van Peter de Grote, die een nieuwe ijzersmelterij nodig had voor de productie van kanonnen voor de Baltische Vloot ten tijde van de Grote Noordse Oorlog. Deze smelterij werd aanvankelijk Sjoejski zavod ("fabriek aan de rivier de Sjoeja") genoemd, maar na een decennium werd de naam veranderd naar Petrovski zavod, ter ere van Peter de Grote. Deze naam werd vervolgens als basis gebruik voor de huidige stadsnaam Petrozavodsk.
Tegen 1717 was Petrovskaja sloboda met 3500 inwoners uitgegroeid tot de grootste plaats van Karelië. De plaats had toen een houten fort, een Gostiny Dvor (overdekte markt) en miniatuurpaleizen van prins Mensjikov en tsaar Peter de Grote. In die tijd was de houten Petrus en Pauluskathedraal die in 1772 werd herbouwd en in 1789 werd gerenoveerd, het meest gezichtsbepalende gebouw van de stad. De kathedraal behield haar originele iconostase totdat deze samen met de kathedraal werd verwoest bij een brand op 30 april 1924.
Na de dood van Peter de Grote kwam de fabriek in een neergaande spiraal terecht en werd uiteindelijk in 1734 gesloten. De plaats verloor een deel van haar bevolking, maar doordat buitenlandse bedrijven nog wel koperfabrieken hadden in de buurt van de stad was er nog wel enige werkgelegenheid.

### Groei onder Catharina de Grote
Toen tsarina Catharina de Grote in 1773 stroomopwaarts aan de Lososinkarivier een nieuwe ijzersmelterij liet bouwen, groeide de industrie weer. Deze Aleksandrovski zavod (vernoemd naar Alexander Nevski, de beschermheilige van de streek) was eveneens bedoeld voor de productie van kanonnen, ditmaal voor de voortdurende Russisch-Turkse oorlogen. Tussen 1786 en 1796 werd deze fabriek gemoderniseerd en uitgebreid onder leiding van de Britse industrieel Charles Gascoigne. In die tijd werd in 1788 mogelijk de eerste spoorlijn voor industrieel gebruik van het Russische Rijk aangelegd; de Tsjoegoenny kolesoprovod (чугунный колесопровод).
Tijdens de bestuurlijke hervormingen van 1777 kreeg Petrovskaja sloboda stadsrechten en werd de naam veranderd naar Petrozavodsk. Daarop werd een nieuw neoklassiek stadscentrum gebouwd, gecentreerd rond het nieuwe ronde stadsplein. In 1781 werd Petrozavodsk vanwege haar inwoneraantal het bestuurlijk centrum van de provincie Olonets, waarmee ze Olonets voorbijstreefde. In 1784 werd Petrozavodsk het bestuurlijk centrum van het nieuwe gouvernement Olonets. Tsaar Paul I hief dit gouvernement op, maar in 1802 werd het gouvernement opnieuw opgericht en werd Petrozavodsk opnieuw het bestuurlijk centrum.

### Finse bezetting
Tijdens de Finse bezetting van Oost-Karelië tijdens de Vervolgoorlog van 1941-1944 hernoemden de Finnen de plaats van Petroskoi naar Äänislinna (Onegaborg); een nederzetting (fort) die stond vermeld op een 17e-eeuwse Zweedse kaart in de buurt van de huidige stad. Deze naam was afgeleid van Ääninen, het Finse toponiem voor het Onegameer.

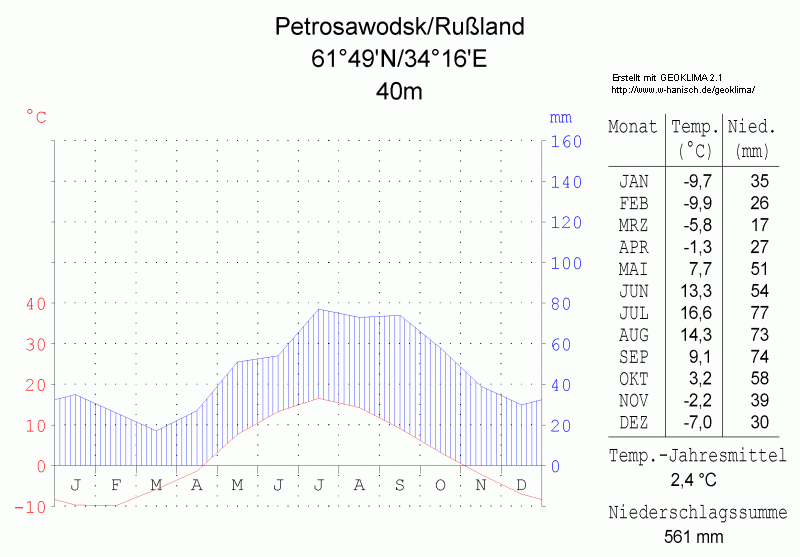
Klimatogram (Duits)

## Demografie
| 1717  | 1897   | 1926   | 1939   | 1959    | 1970    | 1979    | 1989    | 2002    |
| ----- | ------ | ------ | ------ | ------- | ------- | ------- | ------- | ------- |
| 3.500 | 12.500 | 27.000 | 70.000 | 141.000 | 192.000 | 234.100 | 269.485 | 266.160 |

## Partnersteden
- Brest (Wit-Rusland)
- Duluth, Min. (Verenigde Staten)
- Etsjmiadsin (Armenië)
- Joensuu (Finland)
- La Rochelle (Frankrijk)
- Mo i Rana (Noorwegen)
- Mykolaiv (Oekraïne)
- Neubrandenburg (Duitsland)
- Tübingen (Duitsland)
- Varkaus (Finland)
- Umeå (Zweden)

## Geboren
- Andrej Makejev (1952-2021), basketballer
- Dmitrij Vaľukevič (1981), Wit-Russisch/Slowaaks atleet
- Aleksej Kozlov (1986), voetballer
- Irina Sidorkova (2003), autocoureur

## Zie ook

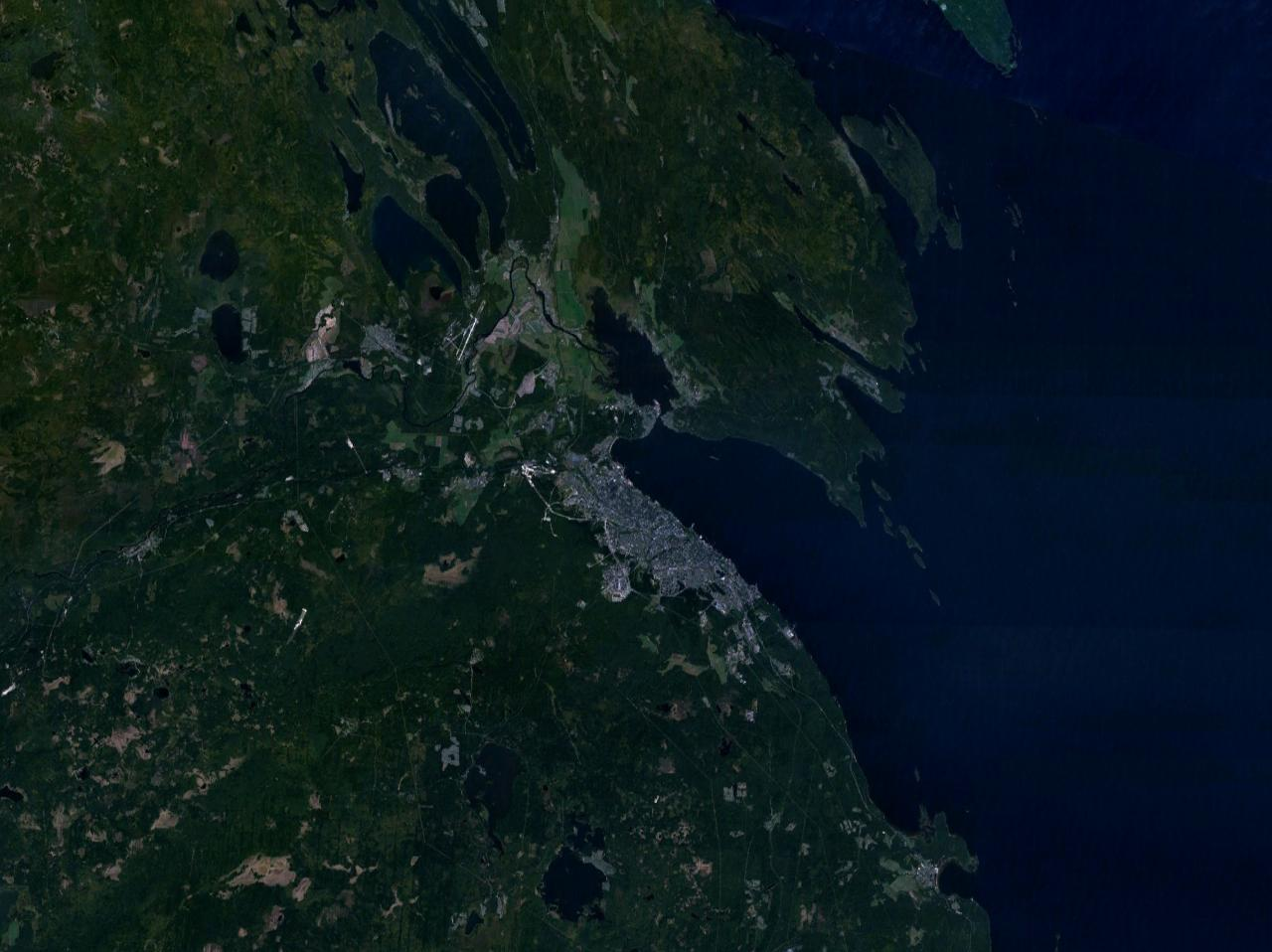
Satellietfoto
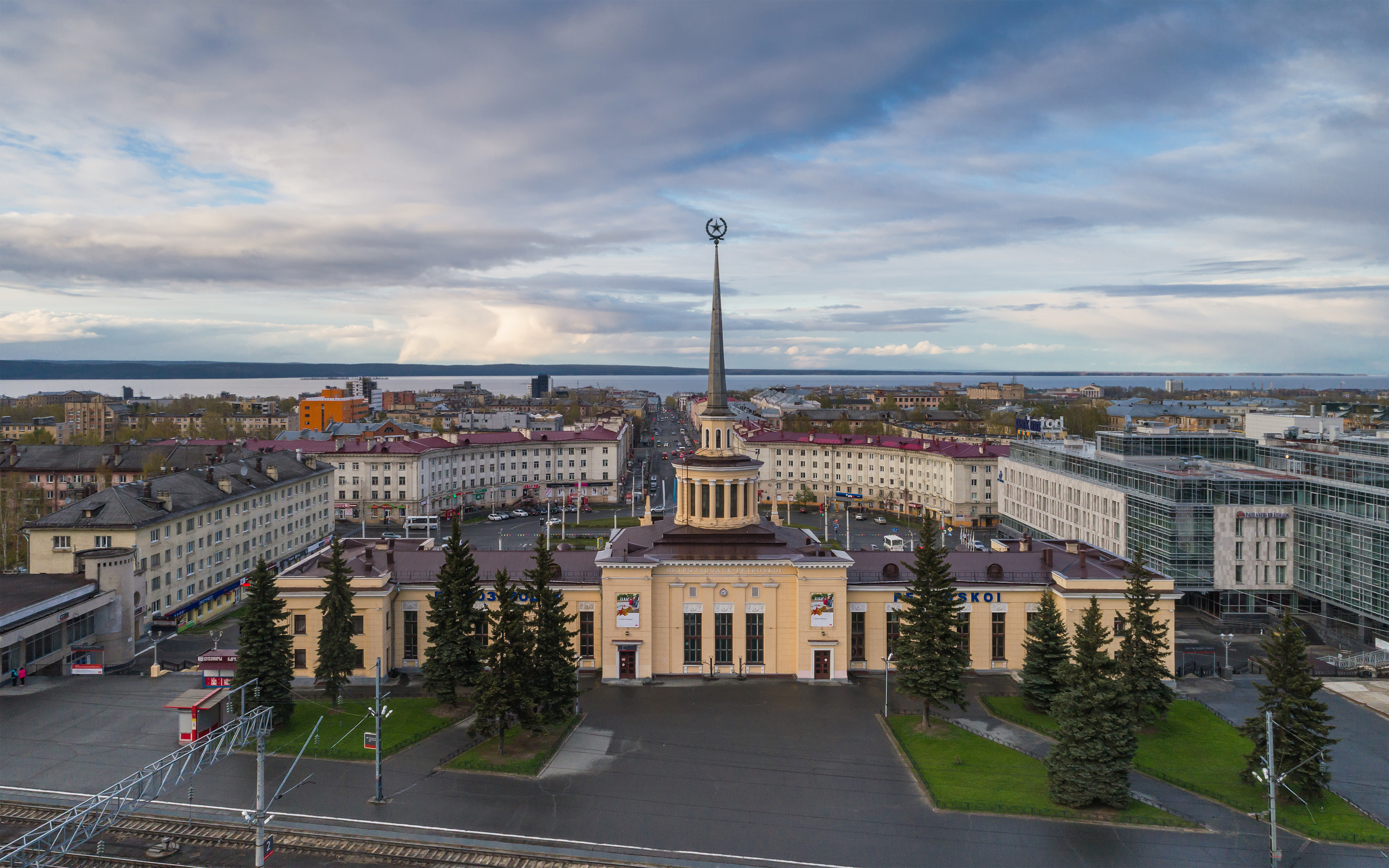
Spoorwegstation
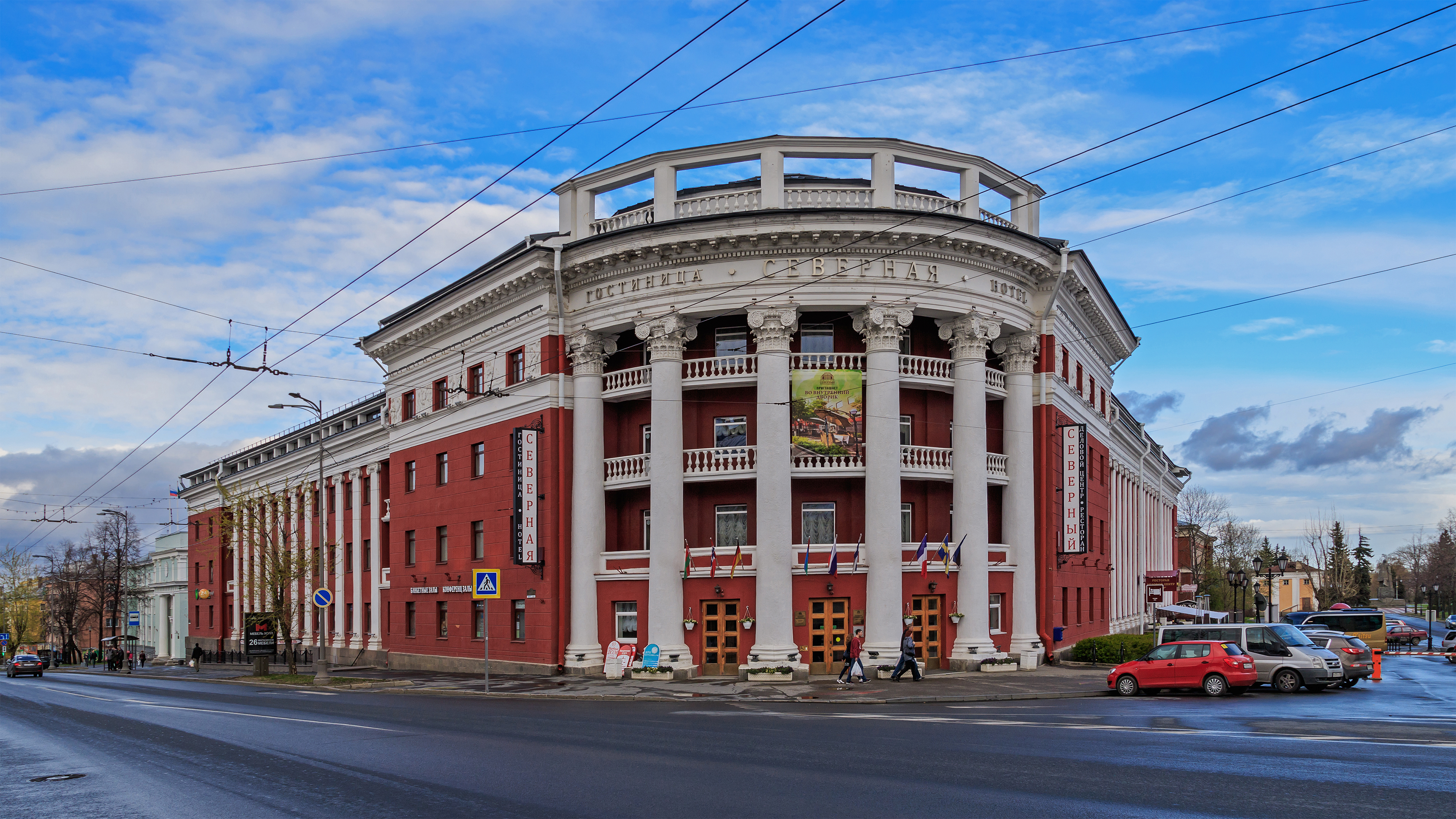
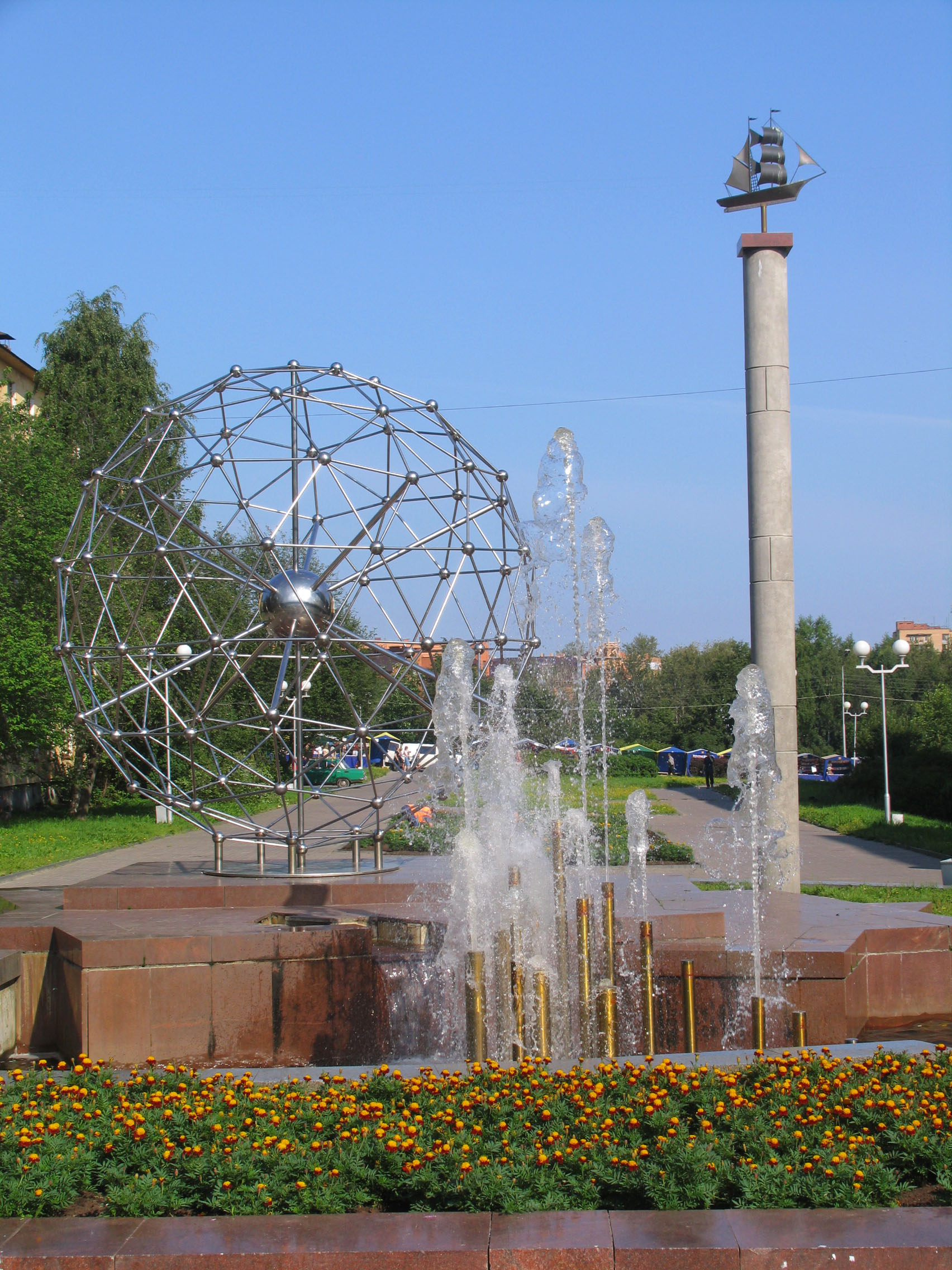
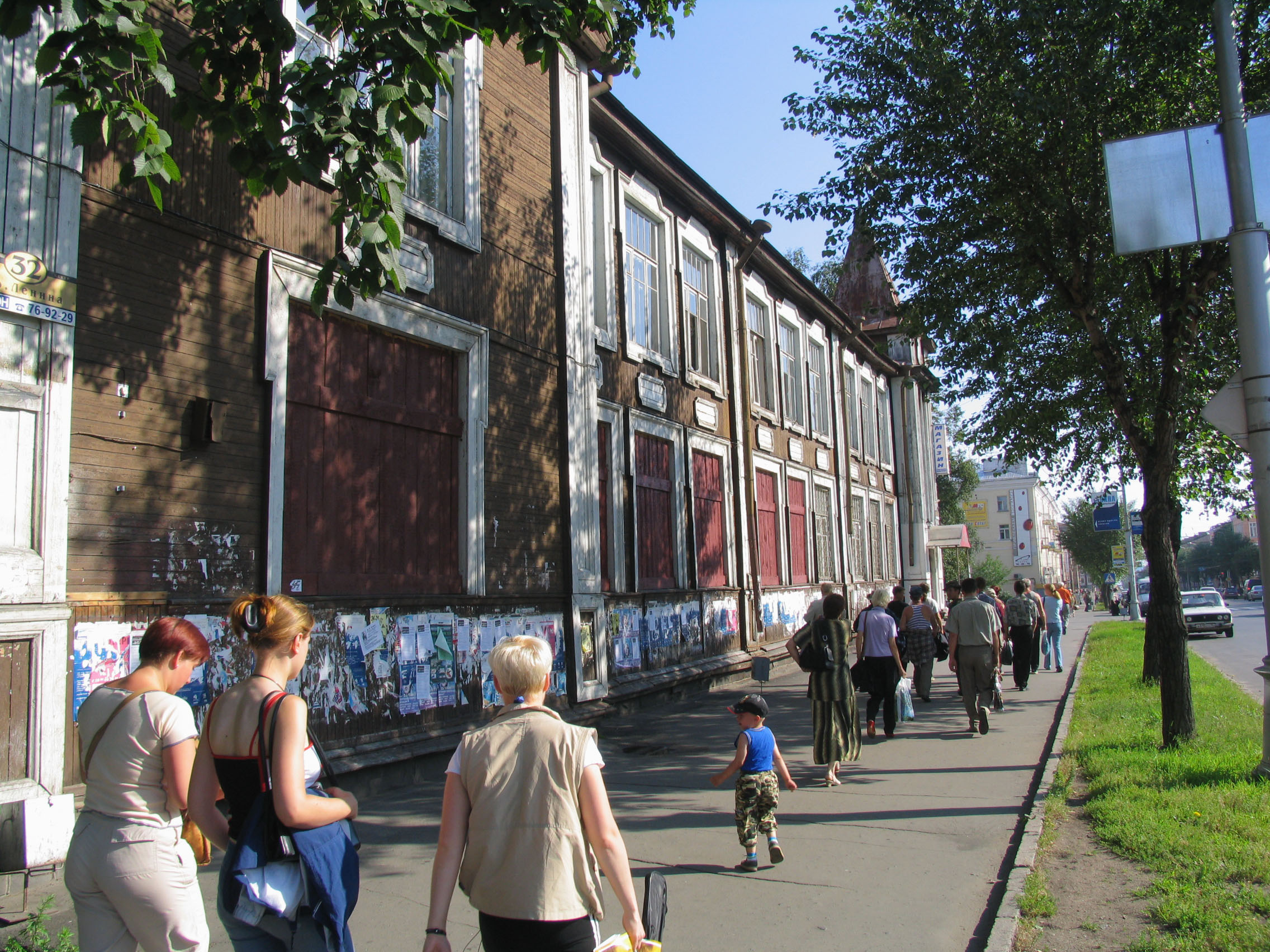
Straatbeeld
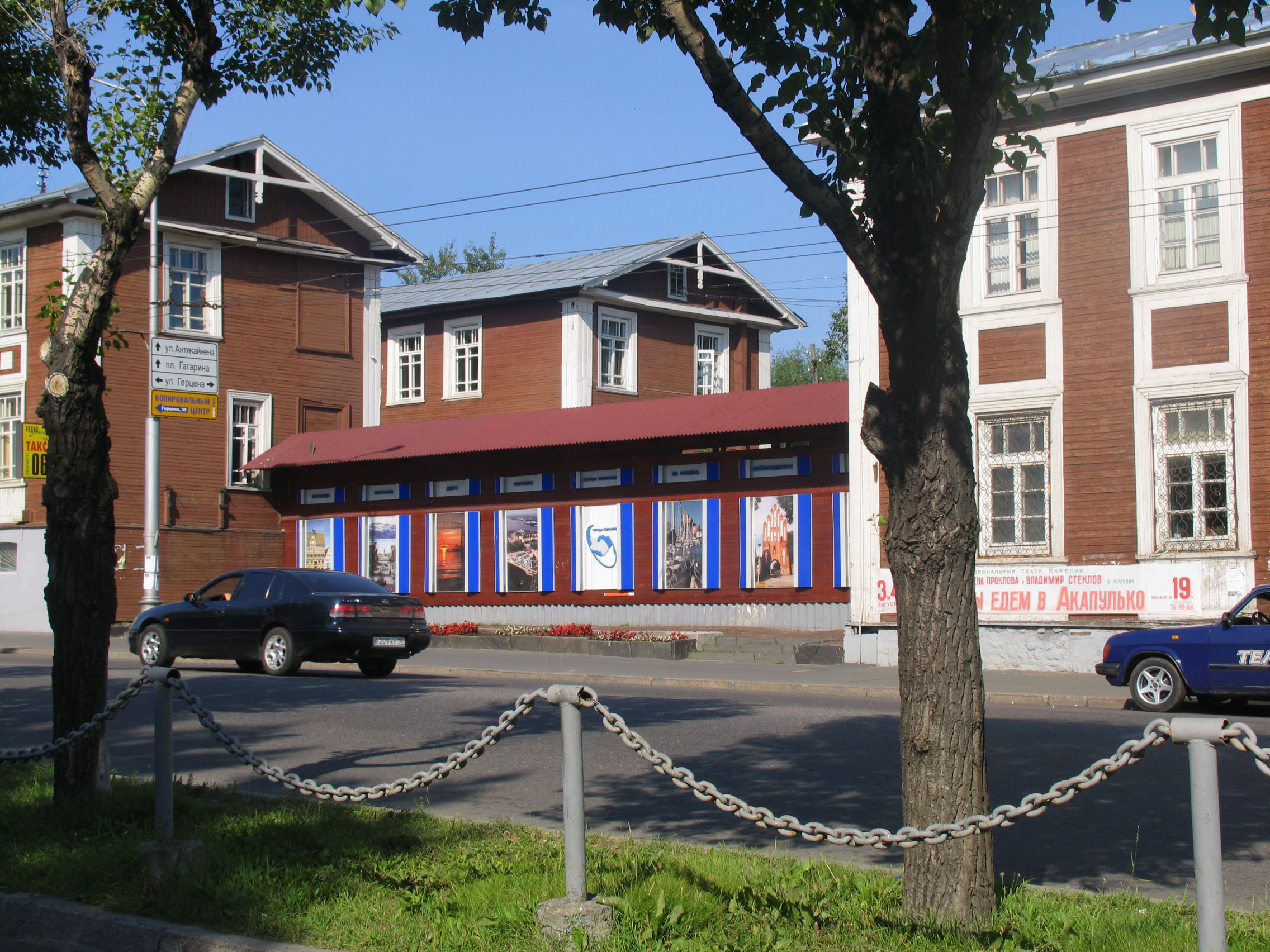